# 1997 w filmie
Wydarzenia filmowe w 1997 roku.

## Wydarzenia
- 31 stycznia – Premiera wersji specjalnej Gwiezdnych wojen
- 20 czerwca – Światowa premiera filmu Batman i Robin
- Lato – rozpoczęcie produkcji epizodu I Gwiezdnych wojen
- Titanic jako pierwszy film w historii przekracza barierę 1 000 000 000 dolarów wpływów

## Światowy box office
| Pozycja | Tytuł                                  | Studio          | Wpływy          |
| ------- | -------------------------------------- | --------------- | --------------- |
| 1.      | Titanic                                | Fox/Paramount   | 1 842 879 955 $ |
| 2.      | Zaginiony świat: Jurassic Park         | Universal       | 618 638 999 $   |
| 3.      | Faceci w czerni                        | Columbia        | 589 390 539 $   |
| 4.      | Jutro nie umiera nigdy                 | United Artists  | 333 011 068 $   |
| 5.      | Air Force One                          | Columbia        | 315 156 409 $   |
| 6.      | Lepiej być nie może                    | TriStar         | 314 178 011 $   |
| 7.      | Kłamca, kłamca                         | Universal       | 302 710 615 $   |
| 8.      | Mój chłopak się żeni                   | TriStar         | 299 288 605 $   |
| 9.      | Piąty element                          | Columbia        | 263 900 000 $   |
| 10.     | Goło i wesoło                          | Fox Searchlight | 257 850 122 $   |
| 11.     | Gwiezdne wojny                         | Fox             | 256 900 000 $   |
| 12.     | Herkules                               | Buena Vista     | 252 700 000 $   |
| 13.     | Jaś Fasola: Nadciąga totalny kataklizm | Fox Searchlight | 251 200 000 $   |
| 14.     | Bez twarzy                             | Paramount       | 245 700 000 $   |
| 15.     | Batman i Robin                         | Warner Bros.    | 238 200 000 $   |
| 16.     | Buntownik z wyboru                     | Miramax         | 225 900 000 $   |
| 17.     | Con Air – lot skazańców                | Buena Vista     | 224 000 000 $   |

## Premiery

### Filmy polskie
| Data         | Tytuł filmu               | Kraj   | Reżyseria           | Obsada |
| ------------ | ------------------------- | ------ | ------------------- | --- |
| 30 stycznia  | Dzieci i ryby             | Polska | Jacek Bromski       | Anna Romantowska, Krzysztof Stroiński, Julia Kolberger, Jan Nowicki, Gabriela Kownacka                                                   |
| 7 lutego     | Nocne graffiti            | Polska | Maciej Dutkiewicz   | Marek Kondrat, Kasia Kowalska, Robert Janowski, Katarzyna Skrzynecka, Adam Ferency                                                       |
| 14 marca     | Deszczowy żołnierz        | /      | Wiesław Saniewski   | Antonina Choroszy, Mariusz Bonaszewski, Jan Nowicki, Łukasz Nowicki, Artur Żmijewski                                                     |
| 27 marca     | Odwiedź mnie we śnie      | Polska | Teresa Kotlarczyk   | Danuta Stenka, Zbigniew Zamachowski, Joanna Jeżewska, Ewa Gawryluk, Cezary Żak                                                           |
| 30 kwietnia  | Autoportret z kochanką    | Polska | Radosław Piwowarski | Waldemar Błaszczyk, Katarzyna Figura, Marcelina Zjawińska, Jerzy Trela, Halina Wyrodek                                                   |
| 3 maja       | Kratka                    | Polska | Paweł Łoziński      | Jerzy Kamas, Michał Michalak, Jadwiga Bukowska, Jolanta Czaplińska, Jerzy Dominik                                                        |
| 15 maja      | Niemcy                    | /      | Zbigniew Kamiński   | Per Oscarsson, Matthew Sullivan, Vivian Schilling, Scott Cleverdon, Beata Tyszkiewicz                                                    |
| 23 maja      | Sara                      | Polska | Maciej Ślesicki     | Bogusław Linda, Cezary Pazura, Marek Perepeczko, Agnieszka Włodarczyk, Stanisław Brudny                                                  |
| 29 maja      | Darmozjad polski          | Polska | Andrzej Barański    | Jan Peszek, Jan Wieczorkowski, Joanna Brodzik, Jan Frycz, Beata Tyszkiewicz                                                              |
| 8 czerwca    | Brat naszego Boga         | /      | Krzysztof Zanussi   | Scott Wilson, Christoph Waltz, Wojciech Pszoniak, Grażyna Szapołowska                                                                    |
| 22 sierpnia  | Sztos                     | Polska | Olaf Lubaszenko     | Cezary Pazura, Jan Nowicki, Ewa Gawryluk, Krzysztof Zaleski, Edward Lubaszenko                                                           |
| 8 września   | Historie miłosne          | Polska | Jerzy Stuhr         | Jerzy Stuhr, Katarzyna Figura, Dominika Ostałowska, Irina Ałfiorowa, Karolina Ostrożna                                                   |
| 26 września  | Szczęśliwego Nowego Jorku | Polska | Janusz Zaorski      | Cezary Pazura, Bogusław Linda, Janusz Gajos, Katarzyna Figura Zbigniew Zamachowski, Rafał Olbrychski, Tara Leone                         |
| 7 listopada  | Bandyta                   | /      | Maciej Dejczer      | Til Schweiger, Polly Walker, John Hurt, Pete Postlethwaite, Ida Jabłońska                                                                |
| 17 listopada | Kiler                     | Polska | Juliusz Machulski   | Cezary Pazura, Małgorzata Kożuchowska, Janusz Rewiński, Jerzy Stuhr Katarzyna Figura, Krzysztof Kiersznowski, Jan Englert, Marek Kondrat |
| 21 listopada | Słoneczny zegar           | Polska | Andrzej Kondratiuk  | Iga Cembrzyńska, Andrzej Kondratiuk, Katarzyna Figura, Roman Mielczarek                                                                  |
| 5 grudnia    | Pułapka                   | Polska | Adek Drabiński      | Marek Kondrat, Joanna Benda, Bogusław Linda, Zbigniew Zamachowski                                                                        |

### Filmy zagraniczne w Polsce
| Data            | Tytuł filmu                                                                          | Kraj              | Reżyseria                 | Obsada |
| --------------- | ------------------------------------------------------------------------------------ | ----------------- | ------------------------- | --- |
| 14 marca        | Lemur zwany Rollo (Fierce Creatures)                                                 | /                 | Robert M. Young           | John Cleese, Jamie Lee Curtis, Kevin Kline, Michael Palin, Robert Lindsay                                           |
| 11 kwietnia     | Góra Dantego (Dante’s Peak)                                                          | Stany Zjednoczone | Roger Donaldson           | Pierce Brosnan, Linda Hamilton, Jamie Renée Smith, Jeremy Foley, Elisabeth Hoffman                                  |
| 25 kwietnia     | Zagubiona autostrada (Lost Highway)                                                  | /                 | David Lynch               | Bill Pullman, Patricia Arquette, John Roselius, Louis Eppolito, Jenna Maetlind                                      |
| 25 kwietnia     | Zdrada (The Devil’s Own)                                                             | Stany Zjednoczone | Alan J. Pakula            | Harrison Ford, Brad Pitt, Margaret Colin, Rubén Blades, Treat Williams                                              |
| 9 maja          | Donnie Brasco                                                                        | Stany Zjednoczone | Mike Newell               | Al Pacino, Johnny Depp, Michael Madsen, Bruno Kirby, James Russo                                                    |
| 9 maja          | Gliniarz z metropolii (Metro)                                                        | Stany Zjednoczone | Thomas Carter             | Kim Miyori, Art Evans, James Carpenter, Donal Logue, Jeni Chua                                                      |
| 16 maja         | Kłamca, kłamca (Liar Liar)                                                           | Stany Zjednoczone | Tom Shadyac               | Jim Carrey, Maura Tierney, Justin Cooper, Cary Elwes, Anne Haney                                                    |
| 23 maja         | Polubić czy poślubić (Fools Rush In)                                                 | Stany Zjednoczone | Andy Tennant              | Matthew Perry, Salma Hayek, Jon Tenney, Carlos Gómez, Tomás Milián                                                  |
| 6 czerwca       | Zabijanie na śniadanie (Grosse Pointe Blank)                                         | Stany Zjednoczone | George Armitage           | John Cusack, Minnie Driver, Alan Arkin, Dan Aykroyd, Joan Cusack                                                    |
| 13 czerwca      | Święty (The Saint)                                                                   | Stany Zjednoczone | Phillip Noyce             | Val Kilmer, Elisabeth Shue, Rade Šerbedžija, Walerij Nikołajew, Henry Goodman                                       |
| 20 czerwca      | Ryzykanci (Double Team)                                                              | Stany Zjednoczone | Tsui Hark                 | Jean-Claude Van Damme, Dennis Rodman, Mickey Rourke, Paul Freeman, Natacha Lindinger                                |
| 27 czerwca      | Morderstwo w Białym Domu (Murder at 1600)                                            | Stany Zjednoczone | Dwight H. Little          | Wesley Snipes, Diane Lane, Daniel Benzali, Dennis Miller, Alan Alda                                                 |
| 4 lipca         | Relikt (The Relic)                                                                   | /                 | Peter Hyams               | Penelope Ann Miller, Tom Sizemore, Linda Hunt, James Whitmore, Clayton Rohner                                       |
| 4 lipca         | Turbulencja (Turbulence)                                                             | Stany Zjednoczone | Robert Butler             | Ray Liotta, Lauren Holly, Brendan Gleeson, Ben Cross, Rachel Ticotin                                                |
| 4 lipca         | Z dżungli do dżungli (Jungle 2 Jungle)                                               | /                 | John Pasquin              | Tim Allen, Martin Short, JoBeth Williams, Lolita Davidovich, Sam Huntington                                         |
| 11 lipca        | Anakonda (Anaconda)                                                                  | /                 | Luis Llosa                | Jennifer Lopez, Ice Cube, Jon Voight, Eric Stoltz, Jonathan Hyde                                                    |
| 18 lipca        | Jak kochają czarownice (Un amour de sorcière)                                        | Francja           | René Manzor               | Vanessa Paradis, Gil Bellows, Jeanne Moreau, Jean Reno, Dabney Coleman                                              |
| 18 lipca        | Miłość jak narkotyk (Addicted to Love)                                               | Stany Zjednoczone | Griffin Dunne             | Meg Ryan, Matthew Broderick, Kelly Preston, Tchéky Karyo, Maureen Stapleton                                         |
| 25 lipca        | Con Air – lot skazańców (Con Air)                                                    | Stany Zjednoczone | Simon West                | Nicolas Cage, John Malkovich, Monica Potter, John Cusack, Landry Allbright                                          |
| 1 sierpnia      | Batman i Robin (Batman & Robin)                                                      | /                 | Joel Schumacher           | George Clooney, Chris O’Donnell, Arnold Schwarzenegger, Uma Thurman, Alicia Silverstone                             |
| 6 sierpnia      | Uwolnić orkę 3 (Free Willy 3: The Rescue)                                            | Stany Zjednoczone | Sam Pillsbury             | Jason James Richter, August Schellenberg, Annie Corley, Vincent Berry, Patrick Kilpatrick                           |
| 8 sierpnia      | Nic do stracenia (Nothing to Lose)                                                   | Stany Zjednoczone | Steve Oedekerk            | Martin Lawrence, Tim Robbins, John C. McGinley, Giancarlo Esposito, Kelly Preston                                   |
| 14 sierpnia     | Jaś Fasola: Nadciąga totalny kataklizm (Bean)                                        | /                 | Mel Smith                 | Rowan Atkinson, Peter MacNicol, John Mills, Pamela Reed, Harris Yulin                                               |
| 15 sierpnia     | Władza absolutna (Absolute Power)                                                    | Stany Zjednoczone | Clint Eastwood            | Clint Eastwood, Gene Hackman, Ed Harris, Laura Linney, Scott Glenn                                                  |
| 29 sierpnia     | Zabójca(y) (Assassin(s))                                                             | Francja           | Mathieu Kassovitz         | Michel Serrault, Mathieu Kassovitz, Mehdi Benoufa, Robert Gendreu, Danièle Lebrun                                   |
| 5 września      | Spisek (Shadow Conspiracy)                                                           | Stany Zjednoczone | George Pan Cosmatos       | Charlie Sheen, Donald Sutherland, Linda Hamilton, Stephen Lang, Ben Gazzara                                         |
| 5 września      | Zaginiony świat: Jurassic Park (The Lost World: Jurassic Park)                       | Stany Zjednoczone | Steven Spielberg          | Jeff Goldblum, Julianne Moore, Pete Postlethwaite, Richard Attenborough, Vince Vaughn                               |
| 19 września     | Speed 2: Wyścig z czasem (Speed 2: Cruise Control)                                   | Stany Zjednoczone | Jan de Bont               | Sandra Bullock, Jason Patric, Willem Dafoe, Temuera Morrison, Brian McCardie                                        |
| 26 września     | Dzień ojca (Fathers’ Day)                                                            | Stany Zjednoczone | Ivan Reitman              | Robin Williams, Billy Crystal, Julia Louis-Dreyfus, Nastassja Kinski, Charlie Hofheimer                             |
| 26 września     | Prawem na lewo (Trial and Error)                                                     | Stany Zjednoczone | Jonathan Lynn             | Michael Richards, Jeff Daniels, Charlize Theron, Jessica Steen, Austin Pendleton                                    |
| 3 października  | Faceci w czerni (Men in Black)                                                       | Stany Zjednoczone | Barry Sonnenfeld          | Tommy Lee Jones, Will Smith, Linda Fiorentino, Vincent D’Onofrio, Rip Torn                                          |
| 17 października | Piąty element (The Fifth Element)                                                    | Francja           | Luc Besson                | Bruce Willis, Gary Oldman, Ian Holm, Milla Jovovich, Chris Tucker                                                   |
| 17 października | Teoria spisku (Conspiracy Theory)                                                    | Stany Zjednoczone | Richard Donner            | Mel Gibson, Julia Roberts, Patrick Stewart, Cylk Cozart, Steve Kahan                                                |
| 24 października | Bez twarzy (Face/Off)                                                                | Stany Zjednoczone | John Woo                  | John Travolta, Nicolas Cage, Joan Allen, Alessandro Nivola, Gina Gershon                                            |
| 24 października | Robinson Crusoe                                                                      | Stany Zjednoczone | Rod Hardy, George Miller  | Pierce Brosnan, William Takaku, Polly Walker, Ian Hart, James Frain                                                 |
| 31 października | Plac Waszyngtona (Washington Square)                                                 | Stany Zjednoczone | Agnieszka Holland         | Jennifer Jason Leigh, Albert Finney, Maggie Smith, Ben Chaplin, Judith Ivey                                         |
| 31 października | Wulkan (Volcano)                                                                     | Stany Zjednoczone | Mick Jackson              | Tommy Lee Jones, Anne Heche, Gaby Hoffmann, Don Cheadle, Jacqueline Kim                                             |
| 7 listopada     | Anna Karenina                                                                        | /                 | Bernard Rose              | Sophie Marceau, Sean Bean, Alfred Molina, Mia Kirshner, James Fox                                                   |
| 7 listopada     | George prosto z drzewa (George of the Jungle)                                        | Stany Zjednoczone | Sam Weisman               | Brendan Fraser, Leslie Mann, Thomas Haden Church, John Cleese (głos), Richard Roundtree                             |
| 7 listopada     | Kontakt (Contact)                                                                    | Stany Zjednoczone | Robert Zemeckis           | Jena Malone, David Morse, Jodie Foster, Geoffrey Blake, William Fichtner                                            |
| 7 listopada     | Peacemaker (The Peacemaker)                                                          | Stany Zjednoczone | Mimi Leder                | George Clooney, Nicole Kidman, Marcel Iures, Aleksandr Bałujew, Rene Medvešek                                       |
| 14 listopada    | Mój chłopak się żeni (My Best Friend’s Wedding)                                      | Stany Zjednoczone | P.J. Hogan                | Julia Roberts, Dermot Mulroney, Cameron Diaz, Rupert Everett, Philip Bosco                                          |
| 21 listopada    | Herkules (Hercules)                                                                  | Stany Zjednoczone | Ron Clements, John Musker | Jacek Kopczyński (głos), Paweł Iwanicki (głos), Marek Sośnicki (głos), Witold Pyrkosz (głos), Paweł Szczesny (głos) |
| 21 listopada    | Incydent (Breakdown)                                                                 | Stany Zjednoczone | Jonathan Mostow           | Kurt Russell, Kathleen Quinlan, Jack Noseworthy, Rex Linn, Ritch Brinkley                                           |
| 21 listopada    | Tajemnice Los Angeles (L.A. Confidential)                                            | Stany Zjednoczone | Curtis Hanson             | Kevin Spacey, Russell Crowe, Guy Pearce, James Cromwell, Kim Basinger                                               |
| 21 listopada    | Ukryty wymiar (Event Horizon)                                                        | /                 | Paul W.S. Anderson        | Laurence Fishburne, Sam Neill, Kathleen Quinlan, Joely Richardson, Richard T. Jones                                 |
| 28 listopada    | Goło i wesoło (The Full Monty)                                                       | Wielka Brytania   | Peter Cattaneo            | Robert Carlyle, Mark Addy, William Snape, Steve Huison, Tom Wilkinson                                               |
| 28 listopada    | Spawn                                                                                | Stany Zjednoczone | Mark A.Z. Dippé           | Michael Jai White, John Leguizamo, Martin Sheen, Theresa Randle, Nicol Williamson                                   |
| 19 grudnia      | Alex – sam w domu (Home Alone 3)                                                     | Stany Zjednoczone | Raja Gosnell              | Alex D. Linz, Olek Krupa, Rya Kihlstedt, Lenny Von Dohlen, David Thornton                                           |
| 19 grudnia      | W morzu ognia (Fire Down Below)                                                      | Stany Zjednoczone | Félix Enríquez Alcalá     | Steven Seagal, Marg Helgenberger, Stephen Lang, Brad Hunt, Kris Kristofferson                                       |
| 26 grudnia      | Austin Powers: Agent specjalnej troski (Austin Powers: International Man of Mystery) | /                 | Jay Roach                 | Mike Myers, Elizabeth Hurley, Michael York, Mimi Rogers, Robert Wagner                                              |
| 26 grudnia      | Elfy z ogrodu czarów (FairyTale: A True Story)                                       | /                 | Charles Sturridge         | Florence Hoath, Elizabeth Earl, Paul McGann, Phoebe Nicholls, Bill Nighy                                            |
| 26 grudnia      | Gra (The Game)                                                                       | Stany Zjednoczone | David Fincher             | Michael Douglas, Sean Penn, Deborah Kara Unger, James Rebhorn, Peter Donat                                          |

### Światowe

#### Styczeń
| Data        | Tytuł filmu                              | Kraj              | Reżyseria                | Obsada                                                                         |
| ----------- | ---------------------------------------- | ----------------- | ------------------------ | ------------------------------------------------------------------------------ |
| ?           | Robinson Crusoe                          | Stany Zjednoczone | Rod Hardy, George Miller | Pierce Brosnan, William Takaku, Polly Walker, Ian Hart, James Frain            |
| styczeń     | Na całość (Going All the Way)            | Stany Zjednoczone | Mark Pellington          | Jeremy Davies, Ben Affleck, Amy Locane, Rose McGowan, Rachel Weisz             |
| 10 stycznia | Relikt (The Relic)                       | /                 | Peter Hyams              | Penelope Ann Miller, Tom Sizemore, Linda Hunt, James Whitmore, Clayton Rohner  |
| 10 stycznia | Turbulencja (Turbulence)                 | Stany Zjednoczone | Robert Butler            | Ray Liotta, Lauren Holly, Brendan Gleeson, Ben Cross, Rachel Ticotin           |
| 15 stycznia | Zagubiona autostrada (Lost Highway)      | /                 | David Lynch              | Bill Pullman, Patricia Arquette, John Roselius, Louis Eppolito, Jenna Maetlind |
| 17 stycznia | Gliniarz z metropolii (Metro)            | Stany Zjednoczone | Thomas Carter            | Kim Miyori, Art Evans, James Carpenter, Donal Logue, Jeni Chua                 |
| 17 stycznia | Wielki biały ninja (Beverly Hills Ninja) | Stany Zjednoczone | Dennis Dugan             | Chris Farley, Nicollette Sheridan, Robin Shou, Nathaniel Parker, Chris Rock    |
| 23 stycznia | Lemur zwany Rollo (Fierce Creatures)     | /                 | Robert M. Young          | John Cleese, Jamie Lee Curtis, Kevin Kline, Michael Palin, Robert Lindsay      |
| 23 stycznia | W pogoni za Amy (Chasing Amy)            | Stany Zjednoczone | Kevin Smith              | Ethan Suplee, Ben Affleck, Scott Mosier, Jason Lee, Casey Affleck              |
| 25 stycznia | Spisek (Shadow Conspiracy)               | Stany Zjednoczone | George Pan Cosmatos      | Charlie Sheen, Donald Sutherland, Linda Hamilton, Stephen Lang, Ben Gazzara    |
| 29 stycznia | Klincz (Gridlock’d)                      | Stany Zjednoczone | Vondie Curtis-Hall       | Tupac Shakur, Tim Roth, Thandie Newton, Charles Fleischer, Howard Hesseman     |
| 30 stycznia | Przyjemniaczek (Yat goh hiu yan)         | /                 | Sammo Hung Kam-Bo        | Richard Norton, Barry Otto, Miki Lee, Vince Poletto, Jackie Chan               |

#### Luty
| Data      | Tytuł filmu                                             | Kraj              | Reżyseria       | Obsada                                                                               |
| --------- | ------------------------------------------------------- | ----------------- | --------------- | ------------------------------------------------------------------------------------ |
| luty      | Nocna straż (Nightwatch)                                | Stany Zjednoczone | Ole Bornedal    | Josh Brolin, Alix Koromzay, John C. Reilly, Brad Dourif, Lonny Chapman               |
| 3 lutego  | Z dżungli do dżungli (Jungle 2 Jungle)                  | /                 | John Pasquin    | Tim Allen, Martin Short, JoBeth Williams, Lolita Davidovich, Sam Huntington          |
| 7 lutego  | Góra Dantego (Dante’s Peak)                             | Stany Zjednoczone | Roger Donaldson | Pierce Brosnan, Linda Hamilton, Jamie Renée Smith, Jeremy Foley, Elisabeth Hoffman   |
| 7 lutego  | Piękna i Borys Bestia (Beautician and the Beast)        | /                 | Ken Kwapis      | Patrick Malahide, Heather DeLoach, Timothy Dalton, Ian McNeice, Lisa Jakub           |
| 14 lutego | Polubić czy poślubić (Fools Rush In)                    | Stany Zjednoczone | Andy Tennant    | Matthew Perry, Salma Hayek, Jon Tenney, Carlos Gómez, Tomás Milián                   |
| 14 lutego | W krzywym zwierciadle: Wakacje w Vegas (Vegas Vacation) | Stany Zjednoczone | Stephen Kessler | Chevy Chase, Beverly D’Angelo, Randy Quaid, Ethan Embry, Marisol Nichols             |
| 14 lutego | Władza absolutna (Absolute Power)                       | Stany Zjednoczone | Clint Eastwood  | Clint Eastwood, Gene Hackman, Ed Harris, Laura Linney, Scott Glenn                   |
| 20 lutego | Pukając do nieba bram (Knockin’ On Heaven’s Door)       | /                 | Thomas Jahn     | Til Schweiger, Jan Josef Liefers, Thierry van Werveke, Moritz Bleibtreu, Huub Stapel |
| 28 lutego | Donnie Brasco                                           | Stany Zjednoczone | Mike Newell     | Al Pacino, Johnny Depp, Michael Madsen, Bruno Kirby, James Russo                     |

#### Marzec
| Data     | Tytuł filmu                                   | Kraj              | Reżyseria        | Obsada                                                                     |
| -------- | --------------------------------------------- | ----------------- | ---------------- | -------------------------------------------------------------------------- |
| 13 marca | Zdrada (The Devil’s Own)                      | Stany Zjednoczone | Alan J. Pakula   | Harrison Ford, Brad Pitt, Margaret Colin, Rubén Blades, Treat Williams     |
| 19 marca | Jak kochają czarownice (Un amour de sorcière) | Francja           | René Manzor      | Vanessa Paradis, Gil Bellows, Jeanne Moreau, Jean Reno, Dabney Coleman     |
| 21 marca | Kłamca, kłamca (Liar Liar)                    | Stany Zjednoczone | Tom Shadyac      | Jim Carrey, Maura Tierney, Justin Cooper, Cary Elwes, Anne Haney           |
| 21 marca | Selena                                        | Stany Zjednoczone | Gregory Nava     | Jennifer Lopez, Edward James Olmos, Alex Meneses, John Seda, Jackie Guerra |
| 23 marca | Dawid (David)                                 | /                 | Robert Markowitz | Nathaniel Parker, Jonathan Pryce, Leonard Nimoy, Sheryl Lee, Gideon Turner |

#### Kwiecień
| Data        | Tytuł filmu                                  | Kraj              | Reżyseria          | Obsada                                                                               |
| ----------- | -------------------------------------------- | ----------------- | ------------------ | ------------------------------------------------------------------------------------ |
| 3 kwietnia  | Święty (The Saint)                           | Stany Zjednoczone | Phillip Noyce      | Val Kilmer, Elisabeth Shue, Rade Šerbedžija, Walerij Nikołajew, Henry Goodman        |
| 4 kwietnia  | Anna Karenina                                | /                 | Bernard Rose       | Sophie Marceau, Sean Bean, Alfred Molina, Mia Kirshner, James Fox                    |
| 4 kwietnia  | Ryzykanci (Double Team)                      | Stany Zjednoczone | Hark Tsui          | Jean-Claude Van Damme, Dennis Rodman, Mickey Rourke, Paul Freeman, Natacha Lindinger |
| 11 kwietnia | Anakonda (Anaconda)                          | /                 | Luis Llosa         | Jennifer Lopez, Ice Cube, Jon Voight, Eric Stoltz, Jonathan Hyde                     |
| 11 kwietnia | Zabijanie na śniadanie (Grosse Pointe Blank) | Stany Zjednoczone | George Armitage    | John Cusack, Minnie Driver, Alan Arkin, Dan Aykroyd, Joan Cusack                     |
| 17 kwietnia | Charakter (Karakter)                         | /                 | Mike van Diem      | Jan Decleir, Fedja van Huêt, Betty Schuurman, Victor Löw, Tamar van den Dop          |
| 17 kwietnia | Mąż idealny (Picture perfect)                | Stany Zjednoczone | Glenn Gordon Caron | Jennifer Aniston, Jay Mohr, Kevin Bacon, Olympia Dukakis, Illeana Douglas            |
| 18 kwietnia | Morderstwo w Białym Domu (Murder at 1600)    | Stany Zjednoczone | Dwight H. Little   | Wesley Snipes, Diane Lane, Daniel Benzali, Dennis Miller, Alan Alda                  |
| 18 kwietnia | Osiem głów w torbie (8 Heads in Duffel Bag)  | /                 | Tom Schulman       | Andy Comeau, Kristy Swanson, George Hamilton, Dyan Cannon, David Spade               |
| 25 kwietnia | Wulkan (Volcano)                             | Stany Zjednoczone | Mick Jackson       | Tommy Lee Jones, Anne Heche, Gaby Hoffmann, Don Cheadle, Jacqueline Kim              |
| 29 kwietnia | Happy Together (Chun gwong cha sit)          | Hongkong          | Kar Wai Wong       | Leslie Cheung, Chang Chen, Tony Leung Chiu Wai, Gregory Dayton, Shirley Kwan         |
| 30 kwietnia | Zabójca(y) (Assassin(s))                     | Francja           | Mathieu Kassovitz  | Michel Serrault, Mathieu Kassovitz, Mehdi Benoufa, Robert Gendreu, Danièle Lebrun    |
| maj         | Bent                                         | Wielka Brytania   | Sean Mathias       | Clive Owen, Lothaire Bluteau, Ian McKellen, Mick Jagger, Nikolaj Coster-Waldau       |

#### Maj
| Data    | Tytuł filmu                                                                          | Kraj              | Reżyseria            | Obsada                                                                                     |
| ------- | ------------------------------------------------------------------------------------ | ----------------- | -------------------- | ------------------------------------------------------------------------------------------ |
| 2 maja  | Austin Powers: Agent specjalnej troski (Austin Powers: International Man of Mystery) | /                 | Jay Roach            | Mike Myers, Elizabeth Hurley, Michael York, Mimi Rogers, Robert Wagner                     |
| 2 maja  | Incydent (Breakdown)                                                                 | Stany Zjednoczone | Jonathan Mostow      | Kurt Russell, Kathleen Quinlan, Jack Noseworthy, Rex Linn, Ritch Brinkley                  |
| 7 maja  | Piąty element (The Fifth Element)                                                    | Francja           | Luc Besson           | Bruce Willis, Gary Oldman, Ian Holm, Milla Jovovich, Chris Tucker                          |
| 8 maja  | Nic doustnie (Nil by Mouth)                                                          | /                 | Gary Oldman          | Ray Winstone, Kathy Burke, Charlie Creed-Miles, Laila Morse, Edna Doré                     |
| 9 maja  | Aleja snajperów (Welcome to Sarajevo)                                                | /                 | Michael Winterbottom | Stephen Dillane, Woody Harrelson, Marisa Tomei, Emira Nusevic, Kerry Fox                   |
| 9 maja  | Donikąd (Nowhere)                                                                    | /                 | Gregg Araki          | Denise Richards, Ryan Phillippe, David Leisure, Lauren Tewes, Eve Plumb                    |
| 9 maja  | Dzień ojca (Fathers’ Day)                                                            | Stany Zjednoczone | Ivan Reitman         | Robin Williams, Billy Crystal, Julia Louis-Dreyfus, Nastassja Kinski, Charlie Hofheimer    |
| 10 maja | Odważny (The Brave)                                                                  | Stany Zjednoczone | Johnny Depp          | Johnny Depp, Marlon Brando, Marshall Bell, Elpidia Carrillo, Frederic Forrest              |
| 11 maja | Koniec przemocy (The End of Violence)                                                | /                 | Wim Wenders          | Traci Lind, Rosalind Chao, Bill Pullman, Andie MacDowell, K. Todd Freeman                  |
| 12 maja | Burza lodowa (The Ice Storm)                                                         | Stany Zjednoczone | Ang Lee              | Tobey Maguire, Christina Ricci, Elijah Wood, Katie Holmes, Henry Czerny                    |
| 14 maja | Funny Games                                                                          | Austria           | Michael Haneke       | Susanne Lothar, Ulrich Mühe, Arno Frisch, Frank Giering, Stefan Clapczynski                |
| 14 maja | Studnia (The Well)                                                                   | Australia         | Samantha Lang        | Pamela Rabe, Miranda Otto, Paul Chubb, Frank Wilson, Steve Jacobs                          |
| 14 maja | Tajemnice Los Angeles (L.A. Confidential)                                            | Stany Zjednoczone | Curtis Hanson        | Kevin Spacey, Russell Crowe, Guy Pearce, James Cromwell, Kim Basinger                      |
| 15 maja | Wychowanie panien w Czechach (Výchova dívek v Čechách)                               | Czechy            | Petr Koliha          | Anna Geislerová, Ondřej Pavelka, Milan Lasica, Kristýna Nováková, Jan Kačer                |
| 16 maja | Orbis Pictus                                                                         | Słowacja          | Martin Šulík         | Dorota Nvotová, Emília Vásáryová, František Kovár, Marián Labuda, Božidara Turzonovová     |
| 17 maja | Brat                                                                                 | Rosja             | Aleksiej Bałabanow   | Siergiej Bodrow, Wiktor Suchorukow, Anatolij Żurawlow, Igor Szybanow, Andriej Fiodorcow    |
| 18 maja | Prawdziwe kobiety (True Women)                                                       | Stany Zjednoczone | Karen Arthur         | Dana Delany, Annabeth Gish, Angelina Jolie, Tina Majorino, Rachael Leigh Cook              |
| 19 maja | Zaginiony świat: Jurassic Park (The Lost World: Jurassic Park)                       | Stany Zjednoczone | Steven Spielberg     | Jeff Goldblum, Julianne Moore, Pete Postlethwaite, Richard Attenborough, Vince Vaughn      |
| 23 maja | Miłość jak narkotyk (Addicted to Love)                                               | Stany Zjednoczone | Griffin Dunne        | Meg Ryan, Matthew Broderick, Kelly Preston, Tchéky Karyo, Maureen Stapleton                |
| 28 maja | Różowe lata (Ma vie en rose)                                                         | /                 | Alain Berliner       | Michèle Laroque, Jean-Philippe Écoffey, Hélène Vincent, Georges Du Fresne, Daniel Hanssens |
| 30 maja | Prawem na lewo (Trial and Error)                                                     | Stany Zjednoczone | Jonathan Lynn        | Michael Richards, Jeff Daniels, Charlize Theron, Jessica Steen, Austin Pendleton           |
| 30 maja | Przygoda na rybach (Gone Fishin’)                                                    | Stany Zjednoczone | Christopher Cain     | Danny Glover, Rosanna Arquette, Joe Pesci, Tommy DeVito, Jeff DiLucca                      |

#### Czerwiec
| Data       | Tytuł filmu                                        | Kraj              | Reżyseria                 | Obsada                                                                                                |
| ---------- | -------------------------------------------------- | ----------------- | ------------------------- | --- |
| 1 czerwca  | Współlokatorki (Career Girls)                      | /                 | Mike Leigh                | Katrin Cartlidge, Lynda Steadman, Kate Byers, Mark Benton, Andy Serkis                                |
| 5 czerwca  | Con Air – lot skazańców (Con Air)                  | Stany Zjednoczone | Simon West                | Nicolas Cage, John Malkovich, Monica Potter, John Cusack, Landry Allbright                            |
| 11 czerwca | Zaćmienie (The Blackout)                           | /                 | Abel Ferrara              | Matthew Modine, Claudia Schiffer, Béatrice Dalle, Sarah Lassez, Dennis Hopper                         |
| 12 czerwca | Batman i Robin (Batman & Robin)                    | /                 | Joel Schumacher           | George Clooney, Chris O’Donnell, Arnold Schwarzenegger, Uma Thurman, Alicia Silverstone               |
| 13 czerwca | Speed 2: Wyścig z czasem (Speed 2: Cruise Control) | Stany Zjednoczone | Jan de Bont               | Sandra Bullock, Jason Patric, Willem Dafoe, Temuera Morrison, Brian McCardie                          |
| 14 czerwca | Herkules (Hercules)                                | Stany Zjednoczone | Ron Clements, John Musker | Tate Donovan (głos), Joshua Keaton (głos), Roger Bart (głos), Danny DeVito (głos), James Woods (głos) |
| 18 czerwca | Doberman (Dobermann)                               | Francja           | Jan Kounen                | Frédéric Camus, Lucie Bizart, Affif Ben Badra, Marc Baschet, Virginie Arnaud                          |
| 20 czerwca | Mój chłopak się żeni (My Best Friend’s Wedding)    | Stany Zjednoczone | P.J. Hogan                | Julia Roberts, Dermot Mulroney, Cameron Diaz, Rupert Everett, Philip Bosco                            |
| 21 czerwca | Latin Boys Go to Hell                              | Stany Zjednoczone | Ela Troyano               | Irwin Ossa, John Bryant Davila, Jenifer Lee Simard, Alexis Artiles, Mike Ruiz                         |
| 27 czerwca | Bez twarzy (Face/Off)                              | Stany Zjednoczone | John Woo                  | John Travolta, Nicolas Cage, Joan Allen, Alessandro Nivola, Gina Gershon                              |

#### Lipiec
| Data     | Tytuł filmu                                             | Kraj              | Reżyseria         | Obsada |
| -------- | ------------------------------------------------------- | ----------------- | ----------------- | --- |
| 1 lipca  | Faceci w czerni (Men in Black)                          | Stany Zjednoczone | Barry Sonnenfeld  | Tommy Lee Jones, Will Smith, Linda Fiorentino, Vincent D’Onofrio, Rip Torn                                  |
| 3 lipca  | Jaś Fasola: Nadciąga totalny kataklizm (Bean)           | /                 | Mel Smith         | Rowan Atkinson, Peter MacNicol, John Mills, Pamela Reed, Harris Yulin                                       |
| 11 lipca | Kontakt (Contac)                                        | Stany Zjednoczone | Robert Zemeckis   | Jena Malone, David Morse, Jodie Foster, Geoffrey Blake, William Fichtner                                    |
| 12 lipca | Księżniczka Mononoke (Moonoke-hime)                     | Japonia           | Hayao Miyazaki    | Yōji Matsuda (głos), Yuriko Ishida (głos), Akihiro Miwa (głos), Yūko Tanaka (głos), Kaoru Kobayashi (głos)  |
| 16 lipca | George prosto z drzewa (George of the Jungle)           | Stany Zjednoczone | Sam Weisman       | Brendan Fraser, Leslie Mann, Thomas Haden Church, John Cleese (głos), Richard Roundtree                     |
| 18 lipca | Jej wysokość pani Brown (Mrs Brown)                     | /                 | John Madden       | Judi Dench, Billy Connolly, Geoffrey Palmer, Antony Sher, Gerard Butler                                     |
| 18 lipca | Nic do stracenia (Nothing to Lose)                      | Stany Zjednoczone | Steve Oedekerk    | Martin Lawrence, Tim Robbins, John C. McGinley, Giancarlo Esposito, Kelly Preston                           |
| 18 lipca | Śnieżka dla dorosłych (Snow White: A Tale of Terror)    | Stany Zjednoczone | Michael Cohn      | Sigourney Weaver, Sam Neill, Monica Keena, Taryn Davis, Gil Bellows                                         |
| 19 lipca | Shin seiki Evangelion gekijōban Air/Magokoro o, kimi ni | Japonia           | Hideaki Anno      | Yūko Miyamura (głos), Spike Spencer (głos), Miki Nagasawa (głos), Yuuki Hiro (głos), Takehito Koyasu (głos) |
| 25 lipca | Air Force One                                           | Stany Zjednoczone | Wolfgang Petersen | Harrison Ford, Gary Oldman, Glenn Close, Wendy Crewson, Liesel Matthews                                     |
| 30 lipca | Paragraf 187 (One Eight Seven)                          | Stany Zjednoczone | Kevin Reynolds    | Samuel L. Jackson, John Heard, Kelly Rowan, Tony Plana, Karina Arroyave                                     |

#### Sierpień
| Data        | Tytuł filmu                                | Kraj              | Reżyseria             | Obsada                                                                                       |
| ----------- | ------------------------------------------ | ----------------- | --------------------- | -------------------------------------------------------------------------------------------- |
| 1 sierpnia  | Spawn                                      | Stany Zjednoczone | Mark A.Z. Dippé       | Michael Jai White, John Leguizamo, Martin Sheen, Theresa Randle, Nicol Williamson            |
| 6 sierpnia  | Uwolnić orkę 3 (Free Willy 3: The Rescue)  | Stany Zjednoczone | Sam Pillsbury         | Jason James Richter, August Schellenberg, Annie Corley, Vincent Berry, Patrick Kilpatrick    |
| 6 sierpnia  | Cop Land                                   | Stany Zjednoczone | James Mangold         | Sylvester Stallone, Harvey Keitel, Ray Liotta, Robert De Niro, Peter Berg                    |
| 7 sierpnia  | Teoria spisku (Conspiracy Theory)          | Stany Zjednoczone | Richard Donner        | Mel Gibson, Julia Roberts, Patrick Stewart, Cylk Cozart, Steve Kahan                         |
| 13 sierpnia | Goło i wesoło (The Full Monty)             | Wielka Brytania   | Peter Cattaneo        | Robert Carlyle, Mark Addy, William Snape, Steve Huison, Tom Wilkinson                        |
| 15 sierpnia | Ukryty wymiar (Event Horizon)              | /                 | Paul W.S. Anderson    | Laurence Fishburne, Sam Neill, Kathleen Quinlan, Joely Richardson, Richard T. Jones          |
| 15 sierpnia | Stalowy rycerz (Steel)                     | Stany Zjednoczone | Kenneth Johnson       | Shaquille O’Neal, Ray J, Richard Roundtree, Judd Nelson, Annabeth Gish                       |
| 22 sierpnia | G.I. Jane                                  | Stany Zjednoczone | Ridley Scott          | Demi Moore, Viggo Mortensen, Anne Bancroft, Jason Beghe, Daniel von Bargen                   |
| 22 sierpnia | KasaMowa (Money Talks)                     | Stany Zjednoczone | Brett Ratner          | Charlie Sheen, Chris Tucker, Gérard Ismaël, Frank Bruynbroek, Heather Locklear, Paul Sorvino |
| 22 sierpnia | Mutant (Mimic)                             | Stany Zjednoczone | Guillermo del Toro    | Mira Sorvino, Jeremy Northam, Alexander Goodwin, Giancarlo Giannini, Charles S. Dutton       |
| 26 sierpnia | Przejrzeć Harry’ego (Deconstructing Harry) | Stany Zjednoczone | Woody Allen           | Woody Allen, Richard Benjamin, Kirstie Alley, Billy Crystal, Judy Davis                      |
| 27 sierpnia | Droga przez piekło (U Turn)                | /                 | Oliver Stone          | Sean Penn, Nick Nolte, Jennifer Lopez, Joaquin Phoenix, Liv Tyler                            |
| 29 sierpnia | Defying Gravity                            | Stany Zjednoczone | John Keitel           | Daniel Chilson, Niklaus Lange, Don Handfield, Linna Carter, Seabass Diamond                  |
| 29 sierpnia | Gummo                                      | Stany Zjednoczone | Harmony Korine        | Jacob Sewell, Nick Sutton, Lara Tosh, Jacob Reynolds, Darby Dougherty                        |
| 29 sierpnia | Nadbagaż (Excess Baggage)                  | Stany Zjednoczone | Marco Brambilla       | Alicia Silverstone, Harry Connick Jr., Nicholas Turturro, Michael Bowen, Sally Kirkland      |
| 29 sierpnia | Naga dusza (Under the Skin)                | Wielka Brytania   | Carine Adler          | Samantha Morton, Claire Rushbrook, Rita Tushingham, Christine Tremarco, Stuart Townsend      |
| 31 sierpnia | Kłamca (Deceiver)                          | Stany Zjednoczone | Jonas Pate, Josh Pate | Chris Penn, Ellen Burstyn, Tim Roth, Renée Zellweger, Michael Rooker                         |
| 31 sierpnia | Romans na jedną noc (One Night Stand)      | Stany Zjednoczone | Mike Figgis           | Wesley Snipes, Nastassja Kinski, Kyle MacLachlan, Ming-Na Wen, Robert Downey Jr.             |

#### Wrzesień
| Data        | Tytuł filmu                                                   | Kraj              | Reżyseria             | Obsada                                                                               |
| ----------- | ------------------------------------------------------------- | ----------------- | --------------------- | ------------------------------------------------------------------------------------ |
| 3 września  | Hana-bi                                                       | Japonia           | Takeshi Kitano        | Takeshi Kitano, Kayoko Kishimoto, Ren Ôsugi, Susumu Terajima, Tetsu Watanabe         |
| 5 września  | W morzu ognia (Fire Down Below)                               | Stany Zjednoczone | Félix Enríquez Alcalá | Steven Seagal, Marg Helgenberger, Stephen Lang, Brad Hunt, Kris Kristofferson        |
| 4 września  | Chińska szkatułka (Chinese Box)                               | /                 | Wayne Wang            | Jeremy Irons, Gong Li, Maggie Cheung, Michael Hui, Rubén Blades                      |
| 6 września  | Lekcja przetrwania (The Edge)                                 | Stany Zjednoczone | Lee Tamahori          | Anthony Hopkins, Alec Baldwin, Elle Macpherson, Harold Perrineau, L.Q. Jones         |
| 6 września  | Orgazmo                                                       | Stany Zjednoczone | Matt Stone            | David Dunn, Stanley G. Sawicki, Robyn Lynne Raab, Andrew W. Kemler, Toddy Walters    |
| 7 września  | Gattaca                                                       | Stany Zjednoczone | Andrew Niccol         | Ethan Hawke, Uma Thurman, Jude Law, Gore Vidal, Xander Berkeley                      |
| 8 września  | Hiszpański więzień (The Spanish Prisoner)                     | Stany Zjednoczone | David Mamet           | Campbell Scott, Rebecca Pidgeon, Steve Martin, Ben Gazzara, Ricky Jay                |
| 9 września  | Cube                                                          | Kanada            | Vincenzo Natali       | Nicole de Boer, Nicky Guadagni, David Hewlett, Andrew Miller, Julian Richings        |
| 9 września  | Kacper II: Początek straszenia (Casper: A Spirited Beginning) | Stany Zjednoczone | Sean McNamara         | Steven Hartman, D’Juan Watts, Logan Robbins, Shannon Chandler, Steve Guttenberg      |
| 10 września | Kolekcjoner (Kiss the Girls)                                  | Stany Zjednoczone | Gary Fleder           | Morgan Freeman, Ashley Judd, Cary Elwes, Alex McArthur, Tony Goldwyn                 |
| 10 września | Przodem do tyłu (In & Out)                                    | Stany Zjednoczone | Frank Oz              | Kevin Kline, Joan Cusack, Matt Dillon, Debbie Reynolds, Wilford Brimley              |
| 11 września | Boogie Nights                                                 | Stany Zjednoczone | Paul Thomas Anderson  | Mark Wahlberg, Heather Graham, Don Cheadle, Luis Guzmán, Julianne Moore              |
| 11 września | Elfy z ogrodu czarów (FairyTale: A True Story)                | /                 | Charles Sturridge     | Florence Hoath, Elizabeth Earl, Paul McGann, Phoebe Nicholls, Bill Nighy             |
| 12 września | Gra (The Game)                                                | Stany Zjednoczone | David Fincher         | Michael Douglas, Sean Penn, Deborah Kara Unger, James Rebhorn, Peter Donat           |
| 12 września | Plac Waszyngtona (Washington Square)                          | Stany Zjednoczone | Agnieszka Holland     | Jennifer Jason Leigh, Albert Finney, Maggie Smith, Ben Chaplin, Judith Ivey          |
| 13 września | Siedem lat w Tybecie (Seven Years in Tibet)                   | /                 | Jean-Jacques Annaud   | Brad Pitt, David Thewlis, B.D. Wong, Mako, Danny Denzongpa                           |
| 14 września | Prawdziwa blondynka (The Real Blonde)                         | Stany Zjednoczone | Tom Dicillo           | Matthew Modine, Catherine Keener, Daryl Hannah, Maxwell Caulfield, Elizabeth Berkley |
| 16 września | operacja Delta Force (Operation Delta Force)                  | /                 | Sam Firstenberg       | Ernie Hudson, Jeff Fahey, Rob Stewart, Frank Zagarino, Joe Lara                      |
| 19 września | Władca życzeń (Wishmaster)                                    | Stany Zjednoczone | Robert Kurtzman       | Tammy Lauren, Andrew Divoff, Robert Englund, Chris Lemmon, Tony Crane                |
| 23 września | Peacemaker (The Peacemaker)                                   | Stany Zjednoczone | Mimi Leder            | George Clooney, Nicole Kidman, Marcel Iures, Aleksandr Bałujew, Rene Medvešek        |
| 27 września | Lolita                                                        | /                 | Adrian Lyne           | Jeremy Irons, Melanie Griffith, Frank Langella, Dominique Swain, Suzanne Shepherd    |

#### Październik
| Data            | Tytuł filmu                                              | Kraj              | Reżyseria       | Obsada                                                                                            |
| --------------- | -------------------------------------------------------- | ----------------- | --------------- | ------------------------------------------------------------------------------------------------- |
| październik     | Dzieciaki do wzięcia (Family Plan)                       | Stany Zjednoczone | Fred Gerber     | Leslie Nielsen, Judge Reinhold, Eddie Bowz, Emily Procter, Kristy Munden                          |
| 4 października  | Miłość i śmierć w Wenecji (9The Wings of the Dove)       | /                 | Iain Softley    | Helena Bonham Carter, Linus Roache, Alison Elliott, Charlotte Rampling, Elizabeth McGovern        |
| 8 października  | Brudny glina (Gang Related)                              | Stany Zjednoczone | Jim Kouf        | James Belushi, Tupac Shakur, Lela Rochon, Dennis Quaid, James Earl Jones                          |
| 10 października | Miejski obłęd (Mad City)                                 | Stany Zjednoczone | Costa-Gavras    | Dustin Hoffman, John Travolta, Alan Alda, Mia Kirshner, Robert Prosky                             |
| 12 października | Drżące ciało (Carne trémula)                             | /                 | Pedro Almodóvar | Javier Bardem, Francesca Neri, Liberto Rabal, Ángela Molina, Penélope Cruz                        |
| 17 października | Adwokat diabła (The Devil’s Advocate)                    | /                 | Taylor Hackford | Keanu Reeves, Al Pacino, Charlize Theron, Jeffrey Jones, Judith Ivey                              |
| 17 października | Koszmar minionego lata (I Know What You Did Last Summer) | Stany Zjednoczone | Jim Gillespie   | Jennifer Love Hewitt, Sarah Michelle Gellar, Ryan Phillippe, Freddie Prinze Jr., Bridgette Wilson |
| 17 października | Udając Boga (Playing God)                                | Stany Zjednoczone | Andy Wilson     | David Duchovny, Timothy Hutton, Angelina Jolie, Michael Massee, Peter Stormare                    |
| 24 października | Życie mniej zwyczajne (A Life Less Ordinary)             | /                 | Danny Boyle     | Ewan McGregor, Cameron Diaz, Holly Hunter, Delroy Lindo, Dan Hedaya                               |
| 30 października | Gracz (The Gambler)                                      | /                 | Károly Makk     | Michael Gambon, Jodhi May, Polly Walker, Dominic West, Luise Rainer                               |
| 31 października | Fatalna namiętność (Red Corner)                          | Stany Zjednoczone | Jon Avnet       | Richard Gere, Bai Ling, Bradley Whitford, Byron Mann, Peter Donat                                 |
| 31 października | Serce jest szalone (Dil To Pagal Hai)                    | /                 | Yash Chopra     | Shah Rukh Khan, Karisma Kapoor, Akshay Kumar, Madhuri Dixit, Deven Verma                          |
| 31 października | Śledztwo nad przepaścią (Switchback)                     | Stany Zjednoczone | Jeb Stuart      | Dennis Quaid, Danny Glover, Jared Leto, Ian Nelson, Brent Hinkley                                 |

#### Listopad
| Data         | Tytuł filmu                                                             | Kraj              | Reżyseria               | Obsada                                                                                                |
| ------------ | ----------------------------------------------------------------------- | ----------------- | ----------------------- | --- |
| 1 listopada  | Titanic                                                                 | Stany Zjednoczone | James Cameron           | Leonardo DiCaprio, Kate Winslet, Billy Zane, Kathy Bates, Frances Fisher                              |
| 1 listopada  | W obecności klauna (Larmar och gör sig till)                            | /                 | Ingmar Bergman          | Börje Ahlstedt, Marie Richardson, Erland Josephson, Pernilla August, Anita Björk                      |
| 4 listopada  | Żołnierze kosmosu (Starship Troopers)                                   | Stany Zjednoczone | Paul Verhoeven          | Casper Van Dien, Dina Meyer, Denise Richards, Jake Busey, Neil Patrick Harris                         |
| 6 listopada  | Obcy: Przebudzenie (Alien: Resurrection)                                | Stany Zjednoczone | Jean-Pierre Jeunet      | Sigourney Weaver, Winona Ryder, Dominique Pinon, Ron Perlman, Gary Dourdan                            |
| 14 listopada | Anastazja (Anastasia)                                                   | Stany Zjednoczone | Don Bluth, Gary Goldman | Meg Ryan (głos), John Cusack (głos), Hank Azaria (głos), Kirsten Dunst (głos), Angela Lansbury (głos) |
| 14 listopada | Człowiek, który wiedział za mało (The Man Who Knew Too Little)          | /                 | Jon Amiel               | Bill Murray, Peter Gallagher, Joanne Whalley, Alfred Molina, Richard Wilson                           |
| 14 listopada | Szakal (The Jackal)                                                     | /                 | Michael Caton-Jones     | Bruce Willis, Richard Gere, Sidney Poitier, Diane Venora, Mathilda May                                |
| 15 listopada | Nocne zło (The Night Flier)                                             | /                 | Mark Pavia              | Miguel Ferrer, Julie Entwisle, Dan Monahan, Michael H. Moss, John Bennes                              |
| 16 listopada | Flubber                                                                 | Stany Zjednoczone | Les Mayfield            | Robin Williams, Marcia Gay Harden, Christopher McDonald, Raymond J. Barry, Clancy Brown               |
| 18 listopada | Zaklinacz deszczu (The Rainmaker)                                       | Stany Zjednoczone | Francis Ford Coppola    | Matt Damon, Danny DeVito, Claire Danes, Jon Voight, Mary Kay Place                                    |
| 20 listopada | Guzikowcy (Knoflíkáři)                                                  | Czechy            | Petr Zelenka            | Petr Zelenka, Rudolf Hrušínský, Jan Haubert, Richard Toth, Alena Procházková                          |
| 21 listopada | Mortal Kombat 2: Unicestwienie (Mortal Kombat: Annihilation)            | Stany Zjednoczone | John R. Leonetti        | Robin Shou, James Remar, Talisa Soto, Sandra Hess, Brian Thompson                                     |
| 21 listopada | Północ w ogrodzie dobra i zła (Midnight in the Garden of Good and Evil) | Stany Zjednoczone | Clint Eastwood          | Kevin Spacey, John Cusack, Jack Thompson, Irma P. Hall, Jude Law                                      |

#### Grudzień
| Data       | Tytuł filmu                                  | Kraj              | Reżyseria          | Obsada                                                                                                   |
| ---------- | -------------------------------------------- | ----------------- | ------------------ | --- |
| 2 grudnia  | Buntownik z wyboru (Good Will Hunting)       | Stany Zjednoczone | Gus Van Sant       | Matt Damon, Robin Williams, Ben Affleck, Minnie Driver, Stellan Skarsgård                                |
| 4 grudnia  | Amistad                                      | Stany Zjednoczone | Steven Spielberg   | Morgan Freeman, Nigel Hawthorne, Anthony Hopkins, Djimon Hounsou, Matthew McConaughey                    |
| 5 grudnia  | Pożyczalscy (The Borrowers)                  | /                 | Peter Hewitt       | John Goodman, Mark Williams, Jim Broadbent, Celia Imrie, Flora Newbigin                                  |
| 7 grudnia  | Zakazane terytorium                          | Stany Zjednoczone | Simon Langton      | Nigel Hawthorne, Aidan Quinn, Dylan Baker, Kabir Bedi, Edward Fox                                        |
| 10 grudnia | Krzyk 2 (Scream 2)                           | Stany Zjednoczone | Wes Craven         | David Arquette, Neve Campbell, Courteney Cox, Sarah Michelle Gellar, Jamie Kennedy                       |
| 12 grudnia | Alex – sam w domu (Home Alone 3)             | Stany Zjednoczone | Raja Gosnell       | Alex D. Linz, Olek Krupa, Rya Kihlstedt, Lenny Von Dohlen, David Thornton                                |
| 12 grudnia | Jutro nie umiera nigdy (Tomorrow Never Dies) | /                 | Roger Spottiswoode | Pierce Brosnan, Jonathan Pryce, Michelle Yeoh, Teri Hatcher, Ricky Jay                                   |
| 12 grudnia | Wysłannik przyszłości (The Postman)          | Stany Zjednoczone | Kevin Costner      | Kevin Costner, Will Patton, Larenz Tate, Olivia Williams, James Russo                                    |
| 15 grudnia | Spice World                                  | Stany Zjednoczone | Bob Spiers         | Melanie Brown, Emma Bunton, Melanie Chisholm, Geri Halliwell, Victoria Beckham                           |
| 17 grudnia | Fakty i akty (Wag the Dog)                   | Stany Zjednoczone | Barry Levinson     | Dustin Hoffman, Robert De Niro, Anne Heche, Denis Leary, Willie Nelson                                   |
| 19 grudnia | Lepiej być nie może (As Good as It Gets)     | Stany Zjednoczone | James L. Brooks    | Jack Nicholson, Helen Hunt, Greg Kinnear, Cuba Gooding Jr., Skeet Ulrich                                 |
| 19 grudnia | Otwórz oczy (Abre los ojos)                  | /                 | Alejandro Amenabar | Eduardo Noriega, Penélope Cruz, Chete Lera, Fele Martínez, Najwa Nimri                                   |
| 19 grudnia | Polowanie na mysz (Mousehunt)                | Stany Zjednoczone | Gore Verbinski     | Nathan Lane, Lee Evans, Vicki Lewis, Maury Chaykin, Eric Christmas                                       |
| 20 grudnia | Życie jest piękne (La vita è bella)          | Włochy            | Roberto Benigni    | Roberto Benigni, Nicoletta Braschi, Giorgio Cantarini, Giustino Durano, Sergio Bini Bustric              |
| 25 grudnia | Jackie Brown                                 | Stany Zjednoczone | Quentin Tarantino  | Pam Grier, Samuel L. Jackson, Robert Forster, Bridget Fonda, Michael Keaton                              |
| 25 grudnia | Kundun – życie Dalaj Lamy (Kundun)           | Stany Zjednoczone | Martin Scorsese    | Tenzin Thuthob Tsarong, Gyurme Tethong, Tulku Jamyang Kunga Tenzin, Tenzin Yeshi Paichang, Tencho Gyalpo |
| 25 grudnia | Pan Magoo (Mr. Magoo)                        | Stany Zjednoczone | Stanley Tong       | Leslie Nielsen, Kelly Lynch, Ernie Hudson, Stephen Tobolowsky, Nick Chinlund                             |
| 31 grudnia | Bokser (The Boxer)                           | /                 | Jim Sheridan       | Daniel Day-Lewis, Emily Watson, Ken Stott, Gerard McSorley, Maria McDermottroe                           |

## Nagrody filmowe

### Goya
11. ceremonia wręczenia Hiszpańskich Nagród Filmowych odbyła się 25 stycznia 1997 roku.
- Pełna lista nagrodzonych

| Najlepszy filmTeza Najlepszy reżyserPilar Miró za film Pies ogrodnika | Najlepsza aktorkaEmma Suárez za rolę w filmie Pies ogrodnika Najlepszy aktorSantiago Ramos za rolę w filmie Jak błyskawica |

### Złoty Niedźwiedź
47. Międzynarodowy Festiwal Filmowy w Berlinie odbył się w dniach 13–24 lutego 1997 roku.
| Złoty NiedźwiedźMiloš Forman za film Skandalista Larry Flynt |

### Nagroda Gildii Aktorów Filmowych
3. ceremonia wręczenia nagród Gildii Aktorów Filmowych odbyła się 22 lutego 1997 roku.
- Pełna lista nagrodzonych

| Najlepsza aktorkaFrances McDormand za rolę w filmie Fargo Najlepszy aktorGeoffrey Rush za rolę w filmie Blask | Najlepsza aktorka w serialu dramatycznymGillian Anderson za rolę w serialu Z archiwum X Najlepszy aktor w serialu dramatycznymDennis Franz za rolę w serialu Nowojorscy gliniarze |

### Złote Maliny
17. rozdanie Złotych Malin odbyło się 23 marca 1997 roku.
- Pełna lista nagrodzonych

| Najgorszy filmStriptiz Najgorszy reżyserAndrew Bergman za film Striptiz | Najgorsza aktorkaDemi Moore za role w filmach Striptiz oraz Pod presją Najgorszy aktorPauly Shore za rolę w filmie Eko-jaja Tom Arnold za role w filmach Zgrywus, Bajzel na kółkach oraz Świat według głupich |

### Oscary
69. ceremonia wręczenia Oscarów odbyła się 24 marca 1997 roku.
- Pełna lista nagrodzonych

| Najlepszy filmAngielski Pacjent Najlepszy reżyserAnthony Minghella za film Angielski Pacjent | Najlepsza aktorkaFrances McDormand za rolę w filmie Fargo Najlepszy aktorGeoffrey Rush za rolę w filmie Blask |

### BAFTA
50. ceremonia wręczenia nagród Brytyjskiej Akademii Sztuk Filmowych i Telewizyjnych odbyła się 29 kwietnia 1997 roku.
- Pełna lista nagrodzonych

| Najlepszy filmAngielski pacjent Najlepszy reżyserJoel Coen oraz Ethan Coen za film Fargo | Najlepsza aktorkaBrenda Blethyn za rolę w filmie Sekrety i kłamstwa Najlepszy aktorGeoffrey Rush za rolę w filmie Blask |

### Złota Palma
50. Festiwal Filmowy w Cannes odbył się w dniach 7–18 maja 1997 roku.
- Pełna lista nagrodzonych

| Najlepszy filmAbbas Kiarostami za film Smak wiśni Shōhei Imamura za film Węgorz |

### Złoty Lew
54. Festiwal Filmowy w Wenecji odbył się w dniach 27 sierpnia-6 września 1997 roku.
- Pełna lista nagrodzonych

| Najlepszy filmHana-bi Najlepszy reżyser | Najlepsza aktorkaRobin Tunney za rolę w filmie Niagara, Niagara Najlepszy aktorWesley Snipes za rolę w filmie Romans na jedną noc |

### Camerimage
5. edycja Międzynarodowego Festiwalu Sztuki Autorów Zdjęć Filmowych Camerimage odbyła się w dniach 29 listopada-6 grudnia 1997 roku.
- Pełna lista nagrodzonych

| Złota ŻabaRogier Stoffers za zdjęcia do filmu Charakter Srebrna ŻabaRon Fortunato za zdjęcia do filmu Nic doustnie | Brązowa ŻabaPaweł Edelman za zdjęcia do filmu Kroniki domowe |

### Złote Globy
55. ceremonia wręczenia Złotych Globów odbyła się 18 grudnia 1997 roku.
- Pełna lista nagrodzonych

| Najlepszy film dramatycznyTitanic Najlepszy reżyserJames Cameron – Titanic | Najlepsza aktorka w filmie dramatycznymJudi Dench za rolę w filmie Jej wysokość pani Brown Najlepszy aktor w filmie dramatycznymPeter Fonda za rolę w filmie Złoto Uleego |

### Cezary
22. ceremonia wręczenia Francuskich Nagród Filmowych odbyła się w 1997 roku.
- Pełna lista nagrodzonych

| Najlepszy filmŚmieszność Najlepszy reżyserPatrice Leconte za film Śmieszność Bertrand Tavernier za film Kapitan Conan | Najlepsza aktorkaFanny Ardant za rolę w filmie Pedał Najlepszy aktorPhilippe Torreton za rolę w filmie Kapitan Conan |

### Festiwal Polskich Filmów Fabularnych
22. Festiwal Polskich Filmów Fabularnych odbył się w 1997 roku.
- Pełna lista nagrodzonych

| Najlepszy filmHistorie miłosne Najlepszy reżyserJanusz Zaorski za film Szczęśliwego Nowego Jorku | Najlepsza aktorkaJadwiga Jankowska-Cieślak za rolę w filmie Wezwanie Najlepszy aktorTil Schweiger za rolę w filmie Bandyta |

## Urodzili się
- 2 stycznia – Fionn O’Shea, irlandzki aktor
- 29 marca – Arón Piper, hiszpański aktor pochodzenia niemieckiego

## Zmarli
| - styczeń - 10 stycznia – Sheldon Leonard producent/aktor/reżyser (ur. 1907) - 14 stycznia – King Hu reżyer/scenarzysta (ur. 1931) - 18 stycznia – Diana Lewis aktorka (ur. 1919) - 19 stycznia – Wilmut Borell aktor (ur. 1922) - 20 stycznia – Hiram Keller aktor (ur. 1944) - 26 stycznia – Mira Zimińska-Sygietyńska aktorka/reżyser (ur. 1901) - 31 stycznia – Andrzej Szczepkowski aktor (ur. 1923) - luty - 11 lutego – Don Porter aktor (ur. 1912) - marzec - 5 marca – Jean Dréville reżyser (ur. 1906) - 9 marca – Terry Nation scenarzysta (ur. 1930) - 14 marca – Fred Zinnemann reżyser (ur. 1907) - 15 marca – Gail Davis aktorka (ur. 1925) - kwiecień - 2 kwietnia – Tomoyuki Tanaka producent filmowy (ur. 1910) - 16 kwietnia – Roland Topor aktor (ur. 1938) - maj - 1 maja – Bo Widerberg reżyser (ur. 1930) - 5 maja – Walter Gotell aktor (ur. 1924) - 9 maja – Marco Ferreri reżyser/aktor/scenarzysta (ur. 1928) - czerwiec - 14 czerwca – Richard Jaeckel aktor (ur. 1926) - 24 czerwca – Brian Keith aktor (ur. 1921) - 29 czerwca – William Hickey aktor (ur. 1927) - lipiec - 1 lipca – Robert Mitchum aktor (ur. 1917) - 2 lipca – James Stewart aktor (ur. 1908) - 7 lipca – Wiesław Stefaniak aktor (ur. 1952) - 23 lipca – David Warbeck aktor (ur. 1941) - sierpień - 19 sierpnia – Cezary Julski aktor (ur. 1927) - 27 sierpnia – Brandon Tartikoff twórca seriali (ur. 1949) - 31 sierpnia – Dodi Al-Fayed producent filmowy (ur. 1955) - wrzesień - 9 września – Burgess Meredith aktor (ur. 1907) - 17 września – Red Skelton aktor (ur. 1913) - 21 września – Jennifer Holt aktorka (ur. 1920) - październik - 8 października – Henryk Bista aktor (ur. 1934) - 12 października – John Denver piosenkarz/aktor (ur. 1943) - 18 października – Leonard Andrzejewski aktor (ur. 1924) - 24 października – Don Messick aktor (ur. 1926) - 30 października – Samuel Fuller reżyser/scenarzysta (ur. 1912) - 31 października – Tadeusz Janczar aktor (ur. 1926) - grudzień - 18 grudnia – Chris Farley aktor (ur. 1964) - 24 grudnia – Toshirō Mifune aktor (ur. 1920) - 31 grudnia – Billie Dove aktorka (ur. 1903) |